# AKB0048
《AKB0048》(일본어: エーケービー ゼロゼロフォーティエイト 에케비 제로제로훠티에이토[*])는 사테라이트가 제작한 일본의 SF 애니메이션이다. 여성 아이돌 그룹 AKB48을 모티브로 한 텔레비전 애니메이션으로, 2012년 4월부터 7월까지 방송되었다. 그리고 2013년 1월부터 4월까지 "next stage"라는 이름으로 제2기가 방영되었다.

## 개요
예능 활동이 비합법화된 근 미래의 우주를 무대로, 전설적 아이돌 그룹 AKB48의 이름을 계승하여, 여러 별들을 오가면서 팬에게 음악을 선사하는 'AKB0048'의 제75기 연구생 2명과 77기 연구생 7명이 주인공이다.
기획 및 감독은 아키모토 야스시가, 이그제큐티브 프로듀서는 오쓰키 도시미치가 맡았고, 원작 및 총감독은 가와모리 쇼지가 담당하였으며, 히라이케 요시마사가 감독을, 오카다 마리가 시리즈 구성을, 에바타 리사가 캐릭터 디자인을 맡는 등의 호화 제작진이 구성되어 있다. 공표된 스토리 제작진 진용으로부터 마크로스 프론티어를 연상시킨다는 목소리도 있다.
메인 캐스트로서 성우 및 주제가를 담당할 9명은 '성우 선발'으로서 뽑혔다. 그 심사는 상기의 제작진이 맡았다. AKB48, SKE48, NMB48, HKT48의 멤버 200여명 중 30명이 1차 심사를 통과 하고, 공개 오디션장에서 합격자 9명과 심사위원 특별 엔트리 4명이 결정되었다.(선발 경위에 관해서는 아래에서 다룬다.)
고단샤의 만화 잡지 '나카요시', '별책 프렌드', '매거진 스페셜', '별책 소년 매거진'에서 관련 만화작품도 연재되고 있다.

## 줄거리
21세기 초, 인류는 세계 대전을 일으켰고, 그 때문에 큰 데미지를 입어 지구 밖으로 탈출하여 우주에서 생활하기 시작하였다. 그곳에서 인류는 성력기원 00를 제정하여 새로운 역사를 시작하였고, 그 직후에 인류가 거주하는 모든 혹성에 걸쳐 연예활동 금지법이 시행되었다. 하지만 오타쿠의 성지 아키바 스타(혹성 아키하바라)만큼은 연예활동 절대 방위권이었고, 유일하게 연예활동이 가능한 곳이었다. 이곳에서, 과거의 전설적 아이돌 그룹 AKB48을 계승하는 형식으로, AKB0048이 탄생하였다. 00은 성력기원 00의 시대에 결성되었음을 의미한다. 그러나 AKB0048은 비합법 아이돌이었기 때문에 공식 라이브를 열 수는 없었고, '우리가 만나러 갈 수 있는 아이돌'에서, '우리를 만나러 오는 아이돌'로 활동방침의 변화를 꾀하고, 각 인류 거주 혹성에서 게릴라 라이브를 개최하면서 활동해 왔다. 그리고 그로 인해 엄청난 영향력을 갖게 되었다.
이러한 AKB0048은 인류 정부로부터 '테러리스트'로 인식되어, 심은하 무역기구(D.G.T.O.)나 조디악 코퍼레이션이 출범시킨 DES 군벌로부터 여러 가지 방해를 받는다. 더구나, 툰드라 스타에서의 라이브를 계기로, D.G.T.O.가 AKB0048을 완전 포획하려 한다는 사실이 팬클럽 무장 조직 WOTA를 통해 알려졌다. 그럼에도 불구하고 AKB0048은 포기하지 않고 스스로 무장한 채 자신들의 스테이지, 팬, 시민을 지키기 위해 싸워 나가기로 한다.
한편, 아타미 스타에서 펼쳐진 두 번째 라이브에서, 센터 노버 제도 및 선발총선거가 다시 시작된다는 사실이 츠바사에 의해 서프라이즈 발표가 된다. 센터 노버 제도 및 선발총선거는, 일찍이 제13대 마에다 아츠코가 라이브 도중 행방불명된 일이 있은 이래 잠정 폐지되어 왔었다.
또한, D.G.T.O.가 대군을 휘몰아 아키바스타에 대대적인 공격을 감행했고, 이 때 제9대 오오시마 유우코가 센터 노버 현상을 일으키며 사라져 버린다. 이 과정에서, 졸업 이후 전속 사진기자의 직함을 받고 빌붙어 지내던 제5대 미네기시 미나미가 사실은 조디악 코퍼레이션과 은밀히 손을 맞잡은 스파이라는 사실이 밝혀지기까지 한다.

## 등장 인물
인물명과 표기 순은 공식 사이트의 '캐릭터 소개'에 따른다..

### 연구생
모토미야 나기사 (本宮 凪沙)
목소리 - 이와타 카렌
77기 연구생이다. 고향은 랑카 혹성이다. 아버지는 랑카 혹성 예능관리국의 간부이다. 성력 0044년에, 랑카 혹성에 AKB0048가 나타나 게릴라 라이브를 하고 떠난 적이 있었고, 나기사는 그 날 이후 AKB0048을 목표로 하게 된다. 한편, 랑카 혹성도, 그 이후부터 시민의식이 점차 계몽되었고, 그로 인해 성력 0048년 무렵에는 랑카 혹성은 예능활동 전면 금지 정책을 포기하고 부분 허용을 하고 있다. 하지만 부분 허용이란 말 그대로, 완전 허용까지는 하지 않고 있다. 한편 나기사는 아버지와 어머니의 반대를 무릅쓰고 AKB0048의 연구생이 되기 위해 랑카 혹성을 떠난다. 떠나는 날 아침, 딸의 고집을 꺾지 못할 것을 안 어머니가, 그녀를 예쁘게 꾸며주려고 머리에 리본을 묶어 주었고, 그녀는 그 리본을 항상 소중하게 여기고 있다. 훗날, 예능관리국 간부의 딸이 AKB0048의 구성원이 되었다는 이유로, 나가사의 아버지는 즉각 딸이 AKB0048을 그만게 하도록 상부로부터 종용을 받게 되지만, 그것을 거절하고 스스로 투옥된다. 이후 AKB0048의 게릴라 라이브를 위해 랑카 혹성에 돌아갔을 때, 랑카 혹성의 레지스탕스 요원들로부터 아버지의 투옥 사실을 듣게 된다. 대대로 센터 노버들이 불러왔던 "나기사노 체리"를 부르기 위해 연습을 하다가 그 소식을 들은 나기사는 충격을 받고 일시적으로 목소리를 잃어버린다. 결국 라이브를 앞두고 있음에도 불구하고 위험을 무릅쓰고 레지스탕스 요원들의 도움을 받으며 아버지를 구하러 간다. 오랜 시간 이후, 아키바 스타 탈환 라이브를 계기로 습명 멤버가 된다.
소노 치에리 (園 智恵理)
목소리 - 와타나베 마유
77기 연구생이다. 성력기원 0044년 여름에 랑카 혹성으로 놀러갔을 때 개울에서 물장난을 하고 놀던 나기사 3총사와 친구가 되었고, 마침 그 혹성에서 열렸던 AKB0048의 게릴라 라이브에 나기사 3총사를 함께 데려가 아이돌의 꿈을 키우도록 한다. 그 아버지는 주식회사 〈조디악〉의 대표이사이다. 〈조디악〉은 방산업체인데, 새 혹성계에서의 모든 예능활동을 저지하기 위한 DES라는 군벌에 로봇 메카나 소총 등의 병기를 공급하고 있으며, 치에리는 이 사실을 눈엣가시처럼 여기고 있다. 그녀는 AKB0048에서 자기 몫을 충실히 하려 하고 있지만, 자기 자신 뿐 아니라 다른 연구생에게까지 자신의 엄격한 잣대를 들이대기 때문에, 좀처럼 서로 마음을 열지 못한다. 랑카 혹성에서의 AKB0048 게릴라 라이브 때, 우주생물 키라라가 자신을 따르게 되었고, 그로부터 몇 년간 계속 함께 살아오고 있다. 그런데 키라라가 나기사의 근처에만 가면 습명 멤버를 암시하는 강렬한 빛을 내뿜곤 하였고, 그로 인해 나기사에게 강한 열등감을 느끼고 있다. DES군벌에 의해 납치되어 그 재판이 생중계되었을 때, 재판정에서도 의연함을 잃지 않았던 것을 계기로 인기가 상승하여 그라비아 촬영 등의 일감이 많이 들어오고, 선발 총선거 속보에서도 9위에 오르는 파란을 일으켰다. 그 과정에서 그녀는 조디악 코퍼레이션과 아버지가 뒤에서 장난을 쳐서 자신의 인기를 억지로 올리고 있다고 깨닫고는 일시적으로 졸업을 결심하기까지 한다. 아키바 스타가 점령당했을 때, 나기사와 함께 조디악의 수송기에 몰래 올라타서 아버지를 만나러 가지만, 아버지가 의문의 총탄에 암상당하는 사건을 문 건너에서 겪게 되고, 그녀는 크게 충격을 받는다.
아이다 오리네 (藍田 織音)
목소리 -　나카야 사야카
77기 연구생이다. 고향은 랑카 혹성이며, 나기사 3총사 중 한 명이다. 광산 사고로 아버지를, 병으로 어머니를 잃었다. 그 이후로 고아로 자라서 나기사, 유카처럼 학교에 다니지도 못했고, 겨우 13살임에도 줄곧 공장에서 아르바이트생으로 일하고 있었다. 연구생이 되기 위해 랑카 혹성을 떠나기 전날 밤, 줄곧 일하고 있던 공장에서 잠시 회상에 잠겼고, 언젠가 벚꽃이 필 무렵에 다시 돌아오고 싶다는 희망을 담아, 그 공장에서 생산중인 어떤 부품에 'Sakura'라고 새겨 넣기도 했다. 그런데, 훗날 연구생 게릴라 라이브를 위해 랑카 혹성에 돌아왔을 때 DES 군벌 소속의 로봇 병기의 급습을 당했고, 그때 그 병기의 관절 부품에 새겨져 있던 눈에 익은 글귀를 보고 큰 충격을 받게 된다.
이치조 유우카 (一条 友歌)
목소리 - 사토 아미나
77기 연구생이다. 고향은 랑카 혹성이다. 나기사, 오리네와는 소꿉친구이며, 두 사람의 리더와도 같은 존재이다. 랑카 혹성의 어릴적 친구였던 마모루라는 남학생을 은근히 좋아한다. 훗날 게릴라 라이브를 위해 랑카 혹성에 돌아갔을 때, WOTA 랑카혹성 지부의 레지스탕스 요원이 된 그와 다시 만나게 되었고, 서로 마음을 전하고 싶어하여 보다 못한 고엔지 아오이가 조금씩 중개를 해주기도 하지만, 항상 엇갈리기만 한다.
시노노메 가나타 (東雲 彼方)
목소리 - 이시다 하루카
단 2명만 합격하여 '비운의 깃수'라고 불리는 75기 연구생이다. 연구생 캡틴을 맡고 있고, 소나타의 언니이다. 2년이 지나도록 극장공연 바람잡이(전좌 걸즈)만 맡고 습명을 못하고 있다. 그 아버지는 자신의 고향 혹성의 예능활동 탄압에 맞서는 WOTA의 레지스탕스 요원이었는데, DES 군벌과 교전하던 중 전사하였고, 그 복수를 위해 AKB0048에 가입하였다. 하지만 점점 AKB0048이라는 그룹 그 자체를 좋아하게 되고, 그 과정에서 특히 다카미나를 존경하며 그녀를 목표로 하게 된다.
시노노메 소나타 (東雲 楚方)
목소리 - 야가미 쿠미
77기 연구생이다. 연령 미달이라서 1차 심사에 불합격했지만, 밀항까지 시도하며 오디션을 보러 가서 합격했다. 카나타는 처음에 그녀를 보고 불같이 화를 내며 고향 혹성으로 돌아가도록 명령하기도 했다. 언제나 활달한 성격으로 77기의 분위기 메이커를 도맡고 있다.스즈코에 의하면 소나타는 3대 파루루가 닮았다.
기시다 미모리 (岸田 美森) // 제8대 시노다 마리코
목소리 - 사토 스미레
단 2명만 합격하여 '비운의 깃수'라고 불리는 75기 연구생이다. 스스로 상당한 마조히스트임을 자인하고 있으며, 평소 페로몬을 많이 발산하고 다닌다. 후배들을 항상 상냥하게 대한다. 선발 총선거 속보에서는 권외였는데, 최종 결과에서는 10위에 오르는 파란을 일으키며, 습명 열병에 걸렸고, 그 고비를 잘 넘겨서 제8대 시노다 마리코가 되었다. 습명 이후에는 머리를 조금 짧게 한 후 포니 테일로 묶고 있다.
간자키 스즈코 (神埼 鈴子)
목소리 - 하타 사와코
77기 연구생이다. 소나타는 그녀를 린다라고 부르고 있다. 자칭 AKB0048의 매니아이며, 습명 멤버가 되기보다는 츠바사와 같은 운영측 스탭이 되고 싶어한다.
요코미조 마코토 (横溝 真琴)
목소리 - 미타 마오
77기 연구생이다. 소심함의 결정체이다. 소나타는 그녀를 '불상'이라 부른다. 식욕이 왕성하지만, 소위 말하는 유아 체형이라 가슴이 작고 배가 불룩 나온 것에 다소 컴플렉스를 가지고 있다. 어느 혹성의 바닷가에서 진행된 연구생 화보 촬영 때 무리하게 가슴 패드를 끼워 넣고 나갔다가 실수로 물에 빠뜨리고, 황급히 건져 올려 다시 끼워넣는 과정에서 해파리에게 가슴을 심하게 물린다. 원래는 겁쟁이같은 성격이었지만, 18회의 D.G.T.O.의 군사 요새 베가 스타에서, 그녀의 팬이며 같은 나니와 스타 출신인 D.G.T.O.의 히가시노 이등병을 만나, 자신감과 용기를 품고, 자신만의 키라라를 갖게 되었다.
와니구치 메구미 (鰐淵 恵)
목소리 - 기노시타 모모카
76기 연구생이다. 별명은 '메구'이다. 76기 중에서는 유일하게 언더 멤버로 선발된다. 제10대 미야자와 사에로 습명한 친구 '요코'와는 동기이고, 연구생 때부터 둘도 없는 친구였다.
야나기카와 하즈키 (柳川 葉月)
목소리 - 다케우치 미유
76기 연구생이다. 다소 반항적인 기질이 있다.

### 습명 멤버
극중에 등장하지 않는 습명 멤버로는 사시하라 리노(사시코)가 있다. 그녀는 2년 전에 졸업하였는데, 그녀를 계승하는 연구생은 나타나지 않고 있다.
앗쨩 (あっちゃん) / 제13대 마에다 아츠코
목소리 - 사와시로 미유키
센터 노버였는데, 게릴라 라이브 중 갑자기 사라져서 행방불명이 되었다. 그 후 센터 노버 제도는 잠정 중단되었다.
유코 (ゆうこ) / 제9대 오오시마 유코
목소리 - 칸다 아케미
본명은 기미시마 히카루이고, 18세이며, 닛코 스타에서 왔다. 조디악에 의한 아키바스타 습격 때, 센터 노버 현상의 조건이 억지로 갖춰지는 통에, 시공의 게이트가 열려 현실 세계에서 사라져 버렸다. 원래 제72기 연구생이었는데, 선발 총선거에서 권외였음에도 풀이 죽지 않고 당당한 모습을 보였고, 바로 그 직후에 오오시마 유우코로 습명되었다.
유키링 (ゆきりん) / 제6대 카시와기 유키
목소리 - 호리에 유이
본명은 쿠로키 아야코이고, 19세이며, 사츠마 스타에서 왔다. 낯가림이 아주 심하다. 함장 대리와 의료 담당을 맡고 있다.
마유유 (まゆゆ) / 와타나베 마유 마크 3
목소리 - 타무라 유카리
본명은 와타나베 마유 안드로이드 MAYUYU 코드 CG-3이다. 출신지가 아키바 스타라는 것만이 일려져 있다. 실제 와타나베 마유의 별명이 '아이돌 사이보그'이며, 그와 같은 이유로 본 애니메이션 상에서는 사이보그라는 설정이다. 사용하는 그레네이드는 스커트 속에 장착되어 있다. 선발 총선거에서는 5위를 차지했다. 신체 각 부위에 무기가 내장되어 있다.
코지하루 (こじはる) / 제8대 코지마 하루나
목소리 - 노토 마미코
본명은 사쿠라기 치하루이고, 우라와 스타에서 왔다. 20세이다. 마이크 사브르가 아닌 하트 스틱을 무기로 쓴다. 연구생을 오래 지냈고, 유코와 동기였다. 스스로를 냥냥이라 부르고, 선발 총선거에서는 7위에 올랐다.
다카미나 (たかみな) / 제5대 다카하시 미나미
목소리 - 시라이시 료코
본명은 아리사와 시오리, 21세이고, 세부 스타에서 왔다. 캡틴 포지션이다. 좌우명은 냉정-침착-정확이다. 마이크 사브르 뿐만이 아니라 리본도 무기로 쓴다. 다카미나로서의 자질이 이미 가나타에게 넘어간 것을 알고 동요하고 있다. 랑카 혹성 콘서트를 마지막으로 다카미나를 은퇴하고 카나타에게 넘겨 줄 생각을 하고 있다. 그런데 결국 카나타의 습명이 도중에 중단되면서 다시 다카미나를 맡게 되었는데, 그 때문에 카나타를 마음에 두고 신경을 많이 써 주고 있다. 선발 총선거에서는 2위에 올랐다.
토모찡 (ともちん) / 제11대 이타노 토모미
목소리 - 우에다 카나
본명은 이타노 토모요이고, 18세이다. 아키바 스타 출신이다. 대대로 이타노 토모미를 습명해온 집안에서 자랐다. 오리지널 토모찡의 유전자를 보존하려 노력하면서 대를 이어왔으며, 사윗감도 꼭 이타노 토모미와 닮은 남자만을 고르고 있다. 또한 이타노 토모미로서 명심해야 할 내용이 적힌 '토모찡 전서' 전 48권이 대대로 전해 내려온다. 유도 기술 중 "가니하사미"라는 기술을 잘 쓴다(실제 유도에서는 이미 금지된 기술이다). 0048의 기숙사에서 그리 멀지 않은 곳에 집이 있다. 총선거에서는 8위에 올랐다. 조디악의 아키바 스타 습격 때, 츠바사가 코지하루와 토모찡을 남겨 센세이 센세이와 습명 키라라가 있는 지하신전을 지키게 했는데, 그 때 열병을 일으켰고, 우연히 센세이 센세이로부터의 메시지를 몸으로 느끼게 되었다.
사에 (さえ) / 제10대 미야자와 사에
목소리 - 나카하라 마이
본명은 아사미야 요코이다. 16세이고 오쿠타 스타에서 왔다. 76기 연구생 출신으로, 메구와는 연구생 시대부터 베스트 프렌드였다. 선발 총선거에서는 9위에 올랐다.
사야카 (さやか) / 제10대 아키모토 사야카
목소리 - 카와스미 아야코
본명은 이가라시 아키라이고, 21세이며, 바나나 스타에서 왔다. 다소 남자다운 면이 있다. 오리지널 사야카와 많이 닮았다. 선발 총선거에서는 3위에 올랐다.

### 기타
가타기리 츠바사 (ツバサ)
목소리 - 카카즈 유미
AKB0048의 지배인 겸 프로듀서이다. 제7대 시노다 마리코 (마리코 사마)였다. 제 13대 마에다 아츠코와는 절친한 사이였고, 어느날 라이브 도중 그녀가 실종된 이유를 알기 위해 습명 멤버를 졸업하고 운영측 멤버가 되어, 지배인 겸 프로듀서의 자리에까지 올랐다.
센세이 센세이 (先聖センセイ) / S. 쿼드러플
목소리 - 와타나베 가쓰미
아키바 혹성 어딘가에서 수수께끼의 단어를 발하는 수수께끼의 인물이다. 그 저작물에 이름을 올릴 때는 S. 쿼드러플이라고 명기된다. 습명 멤버조차도 그 정체를 조사하는 것은 금지되어 있다.
우시야마 선생 (牛山先生 우시야마 센세이[*])
목소리 - 오노 다이스케
댄스 선생이다. 오카마이다. 연구생 레슨 때는 언제나 엄격하게 대한다.
파파 콕 (パパコック 파파 곳쿠[*])
목소리 - 야마모토 이타루
아키바 혹성의 AKB0048 기숙사에서 일하는 콕이다. 우리말 순화를 하자면 주방장 아찌 정도의 의미이다.
미나미노 미카코 (南野 美果子)
목소리 - 고지마 유키코
그라비아 촬영을 하러 온 카메라맨으로, "업계 용어"를 섞어 쓴다. 그 정체는 센터 노버의 자리에 오른 적도 있었던 제5대 미네기시 미나미이다. 센터 노버의 비밀을 알고 있는 몇 안되는 이 중 하나이다. 자신을 찾아온 쓰바사에게 센터 노버에 대해 자세히 말해주지는 않았고, 다만 혹시라도 센터 노버를 부활시키려는 움직임이 조금이라도 있다면 어떻게든 저지하겠다고 으름장만 놓을 뿐이다. 그 이후 쓰바사에게 그 때의 이야기는 그냥 농담이라고 둘러댔는데, 사실은 그녀는 그 무렵 조디악 코퍼레이션의 스파이로 채용이 된 상태였으며, 그녀는 조디악 코퍼레이션과의 협력을 통해 센터 노버 현상을 강제로 일으켜서 시공의 게이트를 열고, 행방불명된 제13대 마에다 아츠코를 되찾기를 획책하고 있었다. 하지만 그 마음이 오히려 이용을 당해서, 데스 군벌의 아키바스타 습격이라는 사태에까지 번졌고, 쓰바사에 의해 지하신전에 남겨진 도모친과 고지하루 이외의 모든 멤버들은 강습상륙함 플라잉 겟에 올라타 긴급 키라라 드라이브로 탈출한다. 이 무렵 그녀는 체포되어 플라잉 겟 내부에 마련된 감옥에 갇힌다. 그 직후 끝까지 따라온 DES군에 의해 강습상륙함이 위험해지자, 그녀는 자신의 죄값을 치르기 위해 감옥을 탈출하여 강습상륙함을 지키기 위한 특공 공격을 감행한다. 하지만 탄환이 떨어져 곧 죽음을 앞두고 있을 때에, 그녀를 따라 출격한 다카미나에 의해 구출되었고, 그녀들은 극적으로 화해한다. 그 이후에는 남은 죄값을 치르고 싶어하여, 견습 연습생을 자칭하며 00를 따라다니며 온갖 궂은 일을 도맡아 하게 된다.
고엔지 아오이 (高円寺 葵)
목소리 - 후루카와 아이리（SKE48）
WOTA 랑카 혹성 지부의 여성 멤버이다. 유우카의 팬이다. 유우카와 서로 은근히 좋아하고 있는 마모루와는 특히 친한 친구이다.

## 용어
AKB0048
통칭 00(제로제로)로 불린다. 옛적 지구에 존재했던 전설적인 AKB48의 초대 멤버를 습명한, "만나러 오는 아이돌" 그룹이다. 연구생들 중 혹독한 연습과 전투 훈련을 견뎌내고 많은 경험을 쌓은 일부만이 초대 멤버의 이름을 습명할 수 있다. 다만, 습명을 위해서는, 발광생명체 키라라가 발산하는 "습명의 빛"이 얼마나 강하게 나느냐가 가장 중시된다. 초대 멤버와 그 영혼의 성질이 얼마나 비슷하느냐에 따라 습명의 빛의 밝기 또한 달라진다. 만약 어떤 초대 멤버에 어울리는 연구생이 존재하지 않는 경우에는 그냥 빈 자리로 남게 된다. 이러한 이유로 현재의 습명 멤버의 구성원은 초대 멤버 수의 절반 이하이다.
이전에는 모든 곡의 센터를 맡아야 했던 "센터 노버"가 존재했지만, 제13대 마에다 아츠코가 실종된 이후에는 센터 노버 제도는 잠정 중단되고 있다.
AKB0048 라이브 수트
라이브 어썰트 수트(LAS)라고도 불린다. AKB0048 전용 로봇 전투병기.
플라잉 플레이트
통칭 세리라고 불린다. 작은 이동형 부유 스테이지이며, 스테이지에서의 이동 수단으로 쓰이는 한편, 라이브 어썰트 수트의 콕핏으로도 변형이 가능하다.
마이크 사브르
어썰트 마이크 사브르라고도 한다. 빔 사브르로도 쓰이는 라이브용 마이크이다. 사용자의 오로라에 반응하기 때문에, 습명의 빛이 얼마나 나느냐에 따라 그 길이가 긴 경우도, 짧은 경우도 있다.
전함 "카추샤"
원정 라이브를 위한 장거리 우주 항해에 사용되는 AKB0048의 전함이다. 강습 스테이지함 "플라잉 겟"을 격납하고 있다.
강습상륙함 "플라잉 겟"
평상시에는 전함 카추샤에 격납되어 있다가, 전함이 목적지 혹성에 도착하여 혹성 주위를 선회하는 동안 혹성의 지상으로 발진하여 혹성에 착륙한다. 게릴라 라이브의 개시와 동시에 이동 스테이지의 역할을 한다.
발광 생명체 키라라
아이돌의 오로라에 반응하여 빛난다. 라이브의 조명으로도 쓰이고, 워프(극중에서는 키라라 드라이브라고 불린다)의 에너지원이 되기도 한다. 이 중 한 마리가 항상 소노 치에리를 따라다니고 있다.
극장 지하의 심 아키하바라 지하신전에는, "습명 키라라"라 하여 영혼의 자질을 감지하는 특별한 키라라가 살고 있다.
예능 금지
예능활동을 금지하는 법례이다. 금지의 규모는 각 혹성마다 다르고, 절대금지를 시행중인 혹성도 있는가 하면 AKB0048의 활동으로 인해 제약이 느슨해진 혹성도 있다. 아키바 혹성과 같이 예능활동이 전면 허용된 혹성은 예능 방위권이라고 불린다.
언더
전투 분대를 담당하게 된 습명멤버를, 다른 멤버가 담당하는 것을 말한다. 혹은 멤버가 쉬고 있을 때 다른 멤버나 연구생이 다른 포지션을 담당하는 것을 말한다.
WOTA (오타)
목소리 - 다쿠미 야스아키, 야마모토 이타루
Whole Over Technology Association(전 초현실기술 협회)의 약자이다. 정말로 위험한 상황에는 AKB0048의 지원군이 되어 함께 싸우는 팬이다. 미사일리움을 이용한 공격이나, 이타샤 모양의 이타 수트(파워드 수트)도 사용한다.
DES 군벌 (데스 군)
AKB0048과 대립하는 정부군과 심은하 무역기구 (D.G.T.O)의 예능 탄압 특수부대로 구성된 군벌이다.
듀얼리움
성간 항법의 동력원으로 쓰이기도 하는 특수한 물질이다. 또한 키라라의 패워를 증폭시키는 힘도 있어서 키라라 드라이브에도 쓰인다.

## 작품의 시간적 관계에 관한 설정
- 서력 2005년 AKB48 결성
- 성력 0038년 "AKB0048 외전 뛰어올라라!! AKB 제로제로 여학원"
- 성력 0041년 "AKB0048 EPISODE0"
- 성력 0044년 랑카 혹성에서의 게릴라 라이브(TV 애니메이션 제1화)
- 성력 0048년 "하트형 오퍼레이션"
- 성력 0048년 텔레비전 애니메이션 "AKB0048"
- 성력 0098년 "AKB0048 우주에서 제일 진지한 녀석!"

## 스태프
- 메카닉 컨셉 디자인 - 스태니슬러스 브루네
- 미술 설정, 플롭 디자인 - 토마 로망, 얀 르갈.
- 음향 감독 - 아케다가와 진
- 애니메이션 제작 - 사테라이트
- 제작 - AKB0048 제작위원회

## 성우 선발
성우 담당자는 AKB48에서는 '선발 멤버' 방식으로 뽑혔다. 우선 AKB48, SKE48, NMB48, HKT48의 각 그룹 멤버 200여명에서, 1차 심사 합격자 30명이 선출되었다. 발표는 2회의 연기를 거쳐, 2011년 12월 8일에 애니메이션 공식 사이트에서 진행되었다.
최종 심사는 2011년 12월 13일에 신쥬쿠 발트 9에서, 추첨으로 뽑힌 팬 100명을 초대하여 공개 오디션 형식으로 진행되었다. 실기 심사에서 참가자들은 우선 사전에 준비된 공통의 대사를 연기하였고, 다음으로 각자에게 배당된 개별 대사를 연기한 후에, 마지막으로 자기 어필을 하였다. 그를 거쳐서 합격자 9명이 결정되었다. 나아가, 심사위원 특별 엔트리로서 4명을 선출하였다.
합격자 9명은 각 메인 캐릭터를 담당하고, 애니메이션 주제가도 발표하게 된다. 한편 심사위원 특별 엔트리 4명은 연기 지도를 받은 후에 배역이 결정된다..
이하는 1차 심사에 합격하였으나, 최종 심사에 합격하지 못한 이들이다. 최종 합격자 중, 나카야 사야카와 사토 아미나는 성우를 이미 경험하고 있다.
- AKB48: 오오타 아이카, 카타야마 하루카, 나카가와 하루카, 니토 모에노, 후지에 레이나, 스즈키 시호리, 치카노 리나, 이치카와 미오리, 코바야시 마리나, 스즈키 리카
- SKE48: 나카니시 유카, 사토 미에코, 야카타 미키, 사카이 메이, 하라 미나미
- NMB48: 오가사와라 마유. 나카가와 히로미

### 내용주
1. ↑  동성애자이면서 성 정체성이 여자에 가까운 남자이다. 실제 AKB48의 댄스 선생도 오카마인 경우가 많다.
2. ↑  스시를 시이스으라고 하거나, 록퐁기를 기록퐁이라고 하는 등, 단어의 적당한 부분을 잘라 순서를 바꿔 말하는 말장난을 말한다. 주로 방송업계 사람들이 사교적인 목적에서 많이 쓴다.
3. ↑  over technology는 일본식 영어 조어로, 현재의 수준을 뛰어넘을 정도의 엄청난 기술이라는 의미로 쓰인다. 그리고, 오타쿠를 흔히 줄여 오타라고 하는데, 그것도 일본어로는 보통 ヲタ라고 쓰며, 이것의 로마자 표기법은 wota이다.
4. ↑  적어도 AKB48 팬들은, 극장공연이나 라이브 콘서트에서 응원에 사용하는 야광봉을 사일리움이라고 부른다. 미사일리움은, 극중에서 WOTA 요원들이 사일리움처럼 손가락에 끼우고 있다가, DES군벌 병사나 로봇병기를 향해 미사일처럼 발사한다고 하여 붙여진 명칭이다.

### 참조주
1. 1 2 3  “AKB48、初のTVアニメはSF超大作　「声優選抜」決定で概要明らかに”. ORICON STYLE. 2011년 12월 14일. 2011년 12월 15일에 확인함.
2. ↑  “AKBアニメの豪華スタッフにアニメファンため息” (일본어). web R25. 2011년 10월 21일. 2013년 5월 20일에 원본 문서에서 보존된 문서. 2011년 12월 15일에 확인함.
3. ↑  タニグチナオミ (2011년 12월 14일). “アニメ「AKB0048」のキャスト決定！ 芸能禁止時代に歌って戦う“非合法アイドル”描く” (일본어). はてなブックマークニュース. 2011년 12월 15일에 확인함.
4. 1 2  “AKB“声優選抜”は公開審査で来月決定…TVアニメのタイトルは『AKB0048』”. 《ORICON STYLE》 (일본어). 2011년 11월 26일. 2011년 12월 8일에 확인함.
5. ↑  “AKB48アニメ化企画 TVアニメ『AKB0048』声優公開オーディションレポート” (일본어). アニカンジェイピー. 2011년 12월 15일. 2013년 1월 11일에 원본 문서에서 보존된 문서. 2011년 12월 16일에 확인함.
6. ↑  “キャラ紹介”. 《AKB0048公式サイト》 (일본어). 2011년 12월 15일에 확인함.
7. ↑  “TVアニメ「AKB0048」主演声優9名の配役決定！”. 2012년 11월 20일에 원본 문서에서 보존된 문서. 2012년 6월 30일에 확인함.
8. ↑  “AKB48「声優選抜」候補にまゆゆら30人　最終「公開」審査に進出” (일본어). ORICON STYLE. 2011년 12월 9일. 2011년 12월 15일에 확인함.
9. ↑  “アニメ「AKB0048」公開オーディションで声優選抜9名決定” (일본어). ナタリー. 2011년 12월 13일. 2011년 12월 15일에 확인함.
10. ↑  “まゆゆ、声を震わせて歓喜! 合格者全員の喜びの全コメント!” (일본어). webザテレビジョン. 2011년 12월 14일. 2012년 10월 25일에 원본 문서에서 보존된 문서. 2011년 12월 15일에 확인함.